# 庫卡鄉 (加拉茨縣)
45°44′N 27°54′E / 45.733°N 27.900°E
庫卡鄉（羅馬尼亞語：Cuca, Galați），是羅馬尼亞的鄉份，位於該國東部，由加拉茨縣負責管轄，面積44平方公里，海拔高度121米，2007年人口2,466，人口密度每平方公里56人。